# Cristiane Dantas
Cristiane Dantas é uma autora de literatura infantil e roteirista brasileira.

## Carreira
Como roteirista, trabalhou para a Rede Globo na microssérie Terra dos Meninos Pelados (2003) e na telenovela Bambuluá (2000), além de ter sido uma das redatoras do programa Angel Mix.
Sua estreia como escritora foi com Madalena, vencedor da primeira edição do Concurso Literatura para Todos do Ministério da Educação na categoria novela, em 2006.
Pela Editora SM, publicou Vic, em 2007, obra que trata de uma personagem em luta contra a exclusão na adolescência. Seguiu-se A pipa preta, em 2008, em que discute a construção da moral desde a infância.[carece de fontes?]